# 16 Весов
16 Весов, 16 Librae, сокращ. 16 Lib — звезда в зодиакальном созвездии Весов. 16 Весов является обозначением Флемстида. Звезда имеет видимую звёздную величину +4.49m, и, согласно шкале Бортля, видна невооружённым глазом на пригородном/городском небе (англ. Suburban/urban transition).
Из измерений параллакса, полученных во время миссии Hipparcos, известно, что звезда удалена примерно на 87,7 ± 0,8 св. лет (26,9 ± 0,2 пк) от Земли. Звезда наблюдается южнее 86° с. ш., то есть, она видна практически на всей территории обитаемой Земли, за исключением северных полярных областей. Лучшее время для наблюдения — май.
16 Весов движется весьма быстро относительно Солнца, чем остальные звёзды: её радиальная гелиоцентрическая скорость: 22 км/с, что вдвое быстрее скорости местных звёзд Галактического диска, а также это значит, что звезда удаляется от Солнца. Сама звезда движется на юго-запад.

## Свойства звезды
16 Весов — карлик, спектрального класса F2V, что указывает на то, водород в ядре звезды служит ядерным «топливом», то есть звезда находится на главной последовательности. Звезда излучает энергию со своей внешней атмосферы при эффективной температуре около 7187 К, что придаёт ей характерный жёлто-бел ый цвет звезды спектрального класса F.
Масса звезды почти в полтора раза больше, чем солнечная и составляет: 1,47 {\displaystyle M_{\bigodot }}. Также звезда почти на порядок ярче нашего Солнца, её светимость составляет 9,77 {\displaystyle L_{\bigodot }}. В связи с небольшим расстоянием до звезды её радиус может быть измерен непосредственно. Первая такая попытка была сделана в 1922 году и тогда угловой размер составил 0,6 mas, а это значит, что на таком расстоянии абсолютный радиус звезды был оценён в радиус Солнца, что конечно мало для звезды подобного спектрального класса. Подобные попытки повторялось на протяжении 1970-90-гг и значение звёздного радиуса «увеличилось» до 0,71 mas. Из температуры и светимости по закону Стефана — Больцмана можно узнать, что её радиус равен 2,04 {\displaystyle R_{\bigodot }}. Для того чтобы планета, аналогичная нашей Земле, получала бы примерно столько же энергии, сколько она получает от Солнца, её надо было бы поместить на расстоянии 3,1 а.е., то есть примерно туда, где в Солнечной системе находится Пояс астероидов. Причём с такого расстояния, 16 Весов выглядела бы почти на 28 % меньше нашего Солнца, каким мы его видим с Земли — 0,36° (угловой диаметр нашего Солнца — 0,5°).
Звезда имеет поверхностную гравитацию 3,99 СГС или 97,7 м/с², то есть почти в 3 раза меньше, чем на Солнце (274,0 м/с²). Звезды, имеющие планеты, имеют тенденцию иметь большую металличность по сравнению Солнцем, но 16 Весов имеет на четверть меньшее значение металличности: содержание железа в ней относительно водорода составляет 74 % от солнечного значения. Звезда очень молодая, поэтому скорость вращения звезды равна 113,3 км/с, что даёт период вращения звезды порядка 1 дня. Возраст 16 Весов оценивается в 660 млн. лет.

## История изучения кратности звезды
Двойственность звезды была открыта в 1999 году (компонент AB) и звезда вошла в каталоги как SOZ 24 . Согласно Вашингтонскому каталогу визуально-двойных звёзд, параметры этих компонентов приведены в таблице:
| Компонент | Год  | Количество измерений | Позиционный угол | Угловое расстояние | Видимая звёздная величина 1 компонента | Видимая звёздная величина 2 компонента |
| AB        | 1999 | 5                    | 297°             | 22.8″              | 4.1m                                   | 12.2m                                  |
| AB        | 2015 | 5                    | 297°             | 22.8″              | 4.1m                                   | 12.2m                                  |

Обобщая все сведения о звезде, можно сказать, что у звезды 16 Весов может быть спутник двенадцатой величины, находящийся на угловом расстоянии 22,8 секунд дуги, а не просто звезда, которая лежат на линии прямой видимости. Однако времени наблюдений прошло очень мало и ничего определённого сказать нельзя, хотя у компонента B действительно похожие значения парадокса и собственного движения. Обозначенный компонент B, является красным карликом спектрального класса M6 и величиной 12,19 в инфракрасном J-диапазоне.

## Ближайшее окружение звезды
Следующие звёздные системы находятся на расстоянии в пределах 25 световых лет от звезды 16 Весов(включены только: самая близкая звезда, самые яркие (<6,5m) и примечательные звёзды). Их спектральные классы приведены на фоне цвета этих классов (эти цвета взяты из названий спектральных типов и не соответствуют наблюдаемым цветам звёзд):
| Звезда       | Спектральный класс | Расстояние, св. лет |
| Глизе 1190   | K5 V               | 6,72                |
| 5 Змеи       | F8 III-IV          | 16,09               |
| Альфа1 Весов | F5 IV-V            | 22,06               |
| Альфа² Весов | A3 IV              | 22,09               |

Рядом со звездой, на расстоянии 25 световых лет, есть ещё порядка 15 красных, оранжевых карликов и жёлтых карликов спектрального класса G, K и M, а также 1 белый карлик которые в список не попали.